# Eurytemora carolleeae
Eurytemora carolleeae is een eenoogkreeftjessoort uit de familie van de Temoridae. De wetenschappelijke naam van de soort is voor het eerst geldig gepubliceerd in 2011 door Alekseev & Souissi.